# Lago Jackson

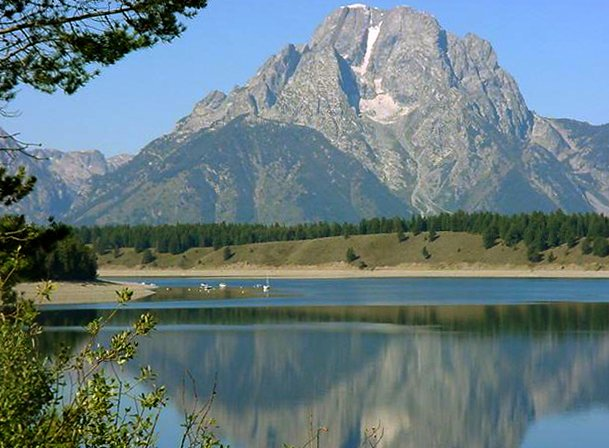
Otra vista del lago Jackson

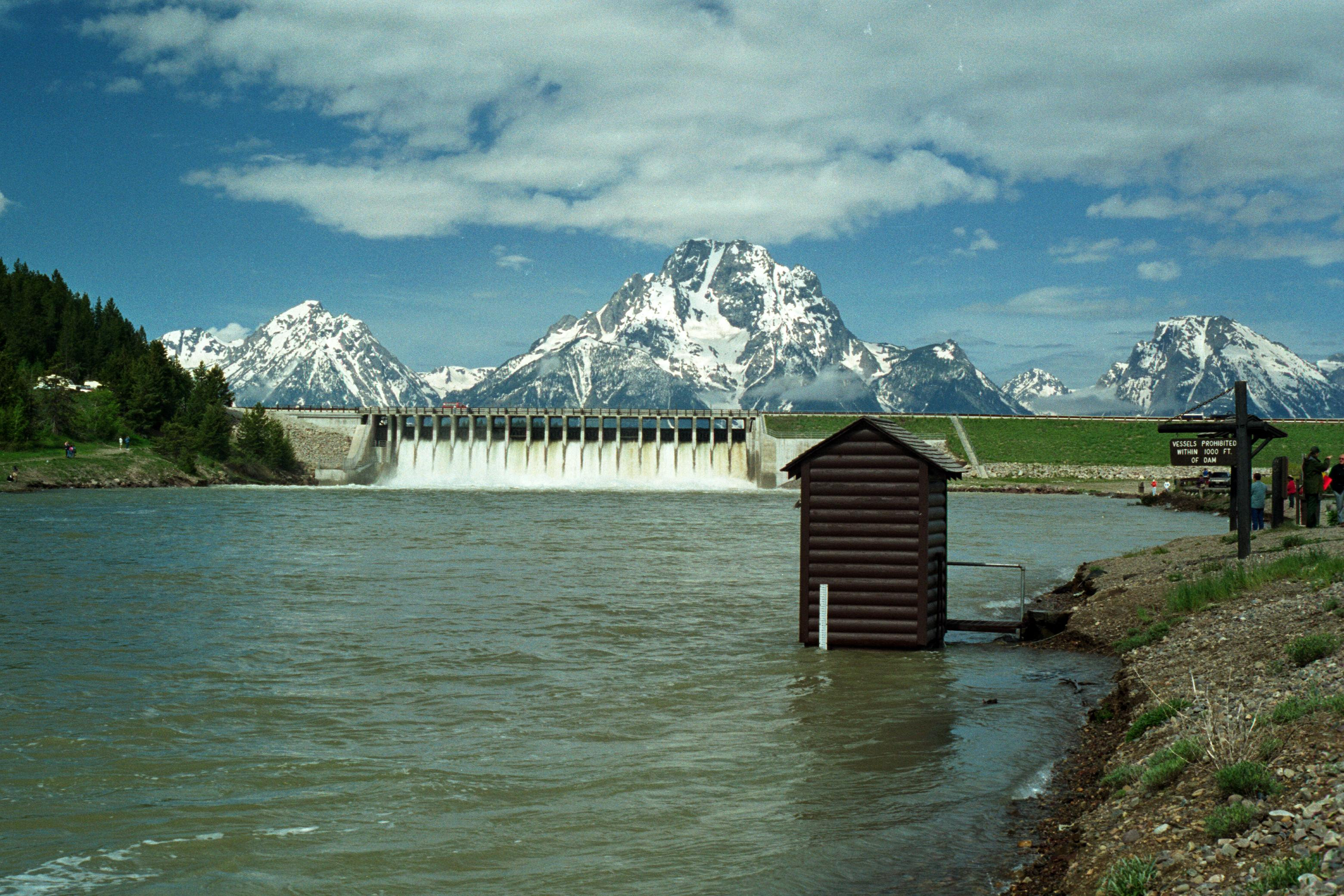
La presa que regula el nivel del lago

El lago Jackson (del inglés: Jackson Lake) es un gran lago de Estados Unidos, situado en el estado de Wyoming, en el condado de Teton. Tiene una superficie de 103,4 km² y es alimentado y drenado por el gran río Snake.

## Geografía
El lago se encuentra en el parque nacional de Grand Teton. El lago es natural, recrecido unos 10 metros a causa de la construcción en 1911 de la presa del lago Jackson, construida para que ese sobrenivel fuese utilizado por los agricultores de Idaho para el riego. El lago es el vestigio de un gran glaciar de la cordillera Teton y todavía se alimenta de los pequeños glaciares próximos a las cimas de los montes. El principal afluente del lago es el río Snake, que fluye desde el norte atravesando el lago. El lago Jackson es uno de los mayores lagos de gran altitud en los EE. UU. situado a una altitud de 2064 metros sobre el nivel del mar. El lago tiene una longitud de 25 kilómetros, y su anchura máxima es de 11,25 kilómetros. Su profundidad máxima es de 134 metros. El agua del lago no supera los 15 °C ni durante los meses de verano y se puede congelar hasta una profundidad de 1,8 metros de espesor durante el invierno.
Existen varias islas en el lago, incluyendo Danahoe Point, que se puede ver desde la carretera.

## Fauna
Existen numerosas especies de peces en lago, como trucha marrón, trucha de lago, Oncorhynchus clarki y también lucio y salmón.

## Actividades y turismo
La Ruta Parque Memorial John D. Rockefeller, Jr. (John D. Rockefeller, Jr. Memorial Parkway), se encuentra próximo al límite norte del lago Jackson, y se extiende hasta la entrada sur del parque nacional de Yellowstone. Esta carretera se combina con los caminos del Parque Nacional de Grand Teton que bordean la orilla este del lago, y proporcionan acceso para la navegación y la pesca. Existen varios puertos deportivos y posadas a lo largo de la costa este, destacando los puertos de Colter Bay Village, Jackson Lake Lodge y Signal Mountain Lodge. Todos excepto el Jackson Lake Lodge tienen puntos de acceso para barcos y rampas. La orilla oeste del lago Jackson se encuentra en un estado más salvaje, y solo cuenta con algunos pequeños campings y rutas para hacer senderismo.